# Суперкубок Англії з футболу 1960
Суперкубок Англії з футболу 1960 — 38-й розіграш турніру. Матч відбувся 13 серпня 1960 року між чемпіоном Англії «Бернлі» та володарем кубка країни «Вулвергемптон Вондерерз». Згідно з тогочасним регламентом після нічийного результату титул переможця поділил обидві команди.
| Володарі Суперкубка Англії 1960           |
| ----------------------------------------- |
|                                           |
| «Бернлі» Перший титул                     |
|                                           |
| «Вулвергемптон Вондерерз» Четвертий титул |

## Учасники
| Клуб                      | Участей | Роки (жирним виділено перемоги) |
| ------------------------- | ------- | ------------------------------- |
| «Бернлі»                  | 1       | 1921                            |
| «Вулвергемптон Вондерерз» | 4       | 1949, 1954, 1958, 1959          |

## Матч

### Деталі
| 13 серпня 1960 |

| «Бернлі»                | 2–2      | «Вулвергемптон Вондерерз» |
| ----------------------- | -------- | ------------------------- |
| Міллер 13' Коннеллі 87' | Протокол | Ділі 55' Маррей 88'       |

| Терф Мур, Бернлі Глядачів: 19 873 Арбітр: Джордж Маккейб |

|  |  |

| В                |  | Адам Блеклоу       |
| З                |  | Джон Ангус         |
| З                |  | Алекс Елдер        |
| З                |  | Браян Міллер       |
| ПЗ               |  | Джиммі Адамсон (к) |
| ПЗ               |  | Томмі Каммінгс     |
| ПЗ               |  | Джон Коннеллі      |
| ПЗ               |  | Джиммі Макілрой    |
| ПЗ               |  | Браян Пілкінгтон   |
| Н                |  | Рей Поінтер        |
| Н                |  | Джиммі Робсон      |
| Головний тренер: |  |                    |
| Гаррі Поттс      |  |                    |

| В                |  | Джефф Сайдботтом |
| З                |  | Джордж Шовелл    |
| З                |  | Джеррі Гарріс    |
| З                |  | Едді Стюарт      |
| ПЗ               |  | Джон Кіркгем     |
| ПЗ               |  | Едді Клемп       |
| ПЗ               |  | Джеррі Манніон   |
| ПЗ               |  | Пітер Бродбент   |
| ПЗ               |  | Норман Ділі      |
| Н                |  | Баррі Стобарт    |
| Н                |  | Джиммі Маррей    |
| Головний тренер: |  |                  |
| Стен Калліс      |  |                  |